# Dödskällan (musikgrupp)
Dödskällan är ett postpunkband från Malmö, bildat 2017. Bandet spelar en melankolisk och gitarrdriven musik som blandar punk och postpunk med introspektiva och samhällskritiska texter. Deras musik är starkt kopplad till Malmös urbana landskap och de har jämförts med band som Hurula, Terra och Västerbron.

## Diskografi

### Album
- 2020 – Dödskällan
- 2024 – Aldrig besegrad, aldrig begravd